# World War II Victory Medal
La World War II Victory Medal (Medaglia della Vittoria della II Guerra Mondiale) è una medaglia per il servizio prestato nelle Forze Armate degli Stati Uniti d'America, che fu istituita con una legge del Congresso il 6 luglio 1945.
La medaglia corrispondente per la prima guerra mondiale era stata la Medaglia interalleata della vittoria.

## Storia
La medaglia della vittoria della seconda guerra mondiale venne in un primo momento concessa solo come nastrino col semplice nome di Victory Ribbon. Dal 1946 venne creata una vera e propria medaglia da cui il nome attuale della decorazione. L'onorificenza venne concessa ad ogni combattente delle Forze armate statunitensi e delle Forze Armate delle Filippine, che avesse prestato servizio attivo o come riservista dal 7 dicembre 1941 al 31 dicembre 1946.
L'8 agosto 1946 venne creata la Merchant Marine World War II Victory Medal per i membri della Marina mercantile degli Stati Uniti d'America che prestarono servizio durante la seconda guerra mondiale.

## Criteri di assegnazione
La medaglia venne concessa per quanti fossero stati in servizio dal 7 dicembre 1941 al 31 dicembre 1946. Dai dati del National Personnel Records Center in molti casi la concessione venne permessa anche per quanti avessero fatto solo alcuni giorni di servizio. Quando la seconda guerra mondiale terminò, il 2 settembre 1945, si poterono verificare casi di militari che erano stati arruolati, erano entrati in scuole per ufficiali ed erano stati cadetti presso l'Accademia Militare degli Stati Uniti (West Point) o presso l'Accademia Navale Americana (Annapolis) o presso l'Accademia della Guardia Costiera (New London) nel 1946, e che ricevettero la medaglia senza aver prestato servizio effettivo in guerra. Il motivo consiste nel fatto che il Presidente Harry S. Truman non dichiarò ufficialmente la fine delle ostilità che negli ultimi giorni del 1946.
Si stima che oltre 12 milioni di combattenti statunitensi ottennero la World War II Victory Medal, rendendola la seconda medaglia commemorativa più assegnata degli Stati Uniti, dopo la National Defense Service Medal.

## Caratteristiche
| Fronte · Retro |

La medaglia è un disco di bronzo di 36 mm. di diametro. Il fronte presenta la figura della Libertà in piedi, nell'atto di voltare il capo verso destra mentre guarda il sorgere del sole di una nuova alba per il mondo, il piede destro poggia su un elmo greco antico e tra le mani tiene una spada spezzata in segno di fine delle ostilità. A fianco si trova la scritta WORLD WAR II. Sul retro si trovano le iscrizioni delle quattro libertà: FREEDOM FROM FEAR AND WANT (libertà dalle paure e dalle pretese) e FREEDOM OF SPEECH AND RELIGION (libertà di parola e religione) separate da una foglia di palma, attorniate dal cerchio delle parole incise UNITED STATES OF AMERICA 1941 1945.
Il nastrino del pendente è largo 1 pollice e 3/8 e consiste nelle seguenti strisce verticali: 3/8 di pollice di doppio arcobaleno in sovrapposizione (blu, verde, giallo, rosso (al centro), blu, verde, giallo); 1/32 di pollice bianco 67101; 9/16 di pollice di rosso vecchia gloria 67156; 1/32 di pollice bianco e 3/8 di pollice in sovrapposizione. L'arcobaleno da ciascuna parte del nastrino è la rappresentazione in miniatura del pendente.
A differenza la World War I Victory Medal ha cinque barre, mentre la World War II Victory Medal non ne possedeva alcuna.